# Classement du combiné du Tour de France
Le maillot du combiné était porté par le leader du classement du combiné sur le Tour de France entre 1968 et 1974 et entre 1980 et 1989.

## Histoire
Le classement du combiné est introduit dans le Tour de France en 1968. Ce classement est établi en fonction de la place de chaque coureur dans les trois autres classements : le classement général, le classement par points et celui de la montagne. Il est considéré comme un classement récompensant un coureur complet, à l'aise sur tous les terrains. Seuls les coureurs classés dans tous les autres classements apparaissent dans le classement du combiné, établi par l'addition des places de chacun d'entre eux dans chacun des autres classements : 1 point au premier, 2 au deuxième et ainsi de suite. Les cas d'égalité partagent les points correspondants (par ex. deux coureurs classés 3es ex aequo marquent (3+4)/2 = 3,5 points). Le classement du combiné est établi dans l'ordre croissant de ces points : le plus petit total est leader du classement combiné. À l'époque, le leader du combiné porte un maillot blanc. En 1975, le classement du combiné disparaît au profit d'un nouveau classement, celui du meilleur jeune. Dans l'opération, le maillot blanc « change d'épaule ».
Le classement du combiné fait son retour en 1980, parrainé par la chaîne de télévision française TF1, mais sans attribution de maillot distinctif. Le nom officiel devient alors le Grand Prix TF1. À partir de 1984, un classement supplémentaire, celui des sprints intermédiaires, est pris en compte dans le combiné.
De 1985 à 1989, un maillot distinctif est de nouveau porté par le leader du combiné. Ce maillot original est multicolore, composé de motifs issus des maillots des autres classements sur lesquels se base celui du combiné. Depuis 1990, le classement n'existe plus, en raison de la volonté de la Société organisatrice du Tour de France de limiter les classements annexes et de réduire le nombre de maillots distinctifs sur la course.

## Palmarès
| Année                         | Nom                   | Équipe                | Points | Autres classements                       |
| ----------------------------- | --------------------- | --------------------- | ------ | ---------------------------------------- |
| 1968                          | Franco Bitossi        | Italie                | 11     | Points                                   |
| 1969                          | Eddy Merckx           | Faema                 | 3      | Général Points Grand Prix de la montagne |
| 1970                          | Eddy Merckx           | Faema-Faemino         | 4      | Général Grand Prix de la montagne        |
| 1971                          | Eddy Merckx           | Molteni               | 5      | Général Points                           |
| 1972                          | Eddy Merckx           | Molteni               | 4      | Général Points                           |
| 1973                          | Joop Zoetemelk        | Gitane-Frigécrème     | 20     | -                                        |
| 1974                          | Eddy Merckx           | Molteni               | 8      | Général                                  |
| inexistant entre 1975 et 1979 |                       |                       |        |                                          |
| 1980                          | Ludo Peeters          | IJsboerke-Warncke     | 14     | -                                        |
| 1981                          | Bernard Hinault       | Renault-Elf-Gitane    | 6      | Général                                  |
| 1982                          | Bernard Hinault       | Renault-Elf-Gitane    | 18     | Général                                  |
| 1983                          | Laurent Fignon        | Renault-Elf-Gitane    | 8      | Général Meilleur néophyte                |
| 1984                          | Laurent Fignon        | Renault-Elf           |        | Général                                  |
| 1985                          | Greg LeMond           | La Vie claire-Radar   | 91     | -                                        |
| 1986                          | Greg LeMond           | La Vie claire-Radar   | 87     | Général                                  |
| 1987                          | Jean-François Bernard | Toshiba-La Vie claire | 72     | -                                        |
| 1988                          | Steven Rooks          | PDM                   | 84     | Grand Prix de la montagne                |
| 1989                          | Steven Rooks          | PDM                   | 89     | -                                        |